# Lori des dames
Espèce
Statut de conservation UICN

 EN C2a(i) : En danger
Statut CITES
Le Lori des dames (Lorius domicella) est une espèce monotypique de psittacidé de la sous-famille des Loriinae.

## Description
Cet oiseau présente un plumage à dominante rouge, plus foncé sur le dos. Le front, la calotte et la nuque sont violet foncé avec des reflets noirs. Les ailes sont vertes avec des nuances brunâtres. La bordure du bec, des yeux et des ailes ainsi que les yeux sont légèrement marqués de bleu. La coloration jaune de la gorge est plus ou moins étendue selon les individus. Le bec et les iris sont orange vif, les pattes gris anthracite.
Cet oiseau mesure environ 28 cm.
Les jeunes ont le bec et les pattes bruns. Le violet de la nuque est plus étendu et sombre que chez les adultes.

## Habitat
Cet oiseau peuple les forêts primaires et secondaires entre 400 et 1 000 m d'altitude. Cependant, sa densité est plus importante aux altitudes supérieures à 800m.

## Répartition
Le Lori des dames vit sur les îles indonésienne de Céram et Ambon.

## Comportement
Cet oiseau vit en couples ou en groupes familiaux.

## Reproduction
Le nid est aménagé dans le creux d'un arbre. La femelle y pond deux œufs qu'elle couve 24 à 26 jours. Les jeunes volent entre 4 et 6 semaines.

## Sources
1. ↑  Oiseaux.net, « Lori des dames - Lorius domicella - Purple-naped Lory », sur www.oiseaux.net (consulté le 24 avril 2024)

- Forshaw J.M. (2006) Parrots of the World. An identification guide. Princeton University Press, Princeton, Oxford, 172 p.
- Mario D. & Conzo G. (2004) Le grand livre des perroquets. de Vecchi, Paris, 287 p.